# Бесково (Смоленская область)
Бесково — деревня в Холм-Жирковском районе Смоленской области России. Входит в состав Печатниковского сельского поселения. По состоянию на 2007 год постоянного населения не имеет. 
Расположена в северной части области в 8 км к северо-западу от Холм-Жирковского, в 45 км севернее автодороги М1 «Беларусь», на берегу реки Лемна. В 8 км юго-западнее деревни расположена железнодорожная станция Канютино на линии Дурово — Владимирский Тупик. 

## История
В годы Великой Отечественной войны деревня была оккупирована гитлеровскими войсками в октябре 1941 года, освобождена в марте 1943 года.